# María Alejandra Muñoz
María Alejandra Muñoz Seminario, née en 1979 à Guayaquil, est une femme d'État équatorienne, vice-présidente de la République de 2020 à 2021.

## Biographie
Le 17 juillet 2020, Muñoz est élue vice-présidente par l'Assemblée nationale par 75 voix et prête serment le 22 juillet. Elle est la troisième femme à occuper ce poste, après Rosalía Arteaga et María Alejandra Vicuña.

### Vie privée
María Muñoz est mariée et mère de quatre enfants.